# MODERN TIME (曲)
「MODERN TIME」（モダン・タイム）は、吉川晃司が1986年3月21日にリリースした8枚目のシングル。
CDや映像作品によっては、楽曲欄に「MODERN TIME」もしくは「Modern Time」と異なる表記が記載されている。

## 解説
吉川の第8弾シングル。吉川が作詞・作曲の両方を手がけた初の楽曲で、1984年の『すかんぴんウォーク』から続く主演映画「民川裕司」三部作の完結編『テイク・イット・イージー』の主題歌に起用され、4枚目のアルバム『MODERN TIME』（1986年）からシングルカットされた。
シングル盤とオリジナルであるアルバム盤とでは楽曲の一部が異なっている。シングル盤は終盤にボーカルがリピートするアレンジが加えられ、ボーカルありでフェードアウトで曲が終了する。アルバム盤ではボーカルのリピート無しでフェードアウトして曲が終わる。いずれも曲の長さも両バージョンでは異なっている。また、アルバム盤・シングル盤とは別にロングバージョンの「MODERN TIME II」が存在し、映画『テイク・イット・イージー』のサウンドトラック盤である『BOY'S NIGHT OUT -Soundtracks From TAKE IT EASY-』に収録された。
SMSレコード時代の楽曲の中では、当時を除きライブで披露されることが稀な部類に入るが、デビュー25周年企画として2009年5月20日に発売された37枚目のシングル『傷だらけのダイヤモンド』にunofficial live（ファンクラブ会員が対象の非公式ライブ）ヴァージョンが収録。「MODERN TIME」ライブ音源がCDに初収録された。
カップリング曲「永遠のVELVET KISS」は、同映画の挿入歌に起用された。本楽曲CD音源は前述のサウンドトラック盤、ソロ活動休止前の1988年に再発売された8センチCD盤、限定販売のアルバム『B-SIDE+』にのみ収録され、音源入手は困難となっている。

## リリース履歴
| No. | 日付           | レーベル    | 規格      | 規格品番 | 最高順位 | 備考 |
| --- | -------------- | ----------- | --------- | -------- | -------- | ---- |
| 1   | 1986年3月21日  | SMSレコード | EP        | SM07-260 | 10位     |      |
| 2   | 1988年12月16日 | SMSレコード | 8センチCD | MD10-8   | -        |      |

## 収録曲
| 全編曲: 後藤次利。 |                       |          |          |      |
| #                  | タイトル              | 作詞     | 作曲     | 時間 |
| 1.                 | 「MODERN TIME」       | 吉川晃司 | 吉川晃司 | 3:47 |
| 2.                 | 「永遠のVELVET KISS」 | 安藤秀樹 | 原田真二 | 4:04 |

## 収録アルバム
- MODERN TIME
  - MODERN TIME（1986年）（オリジナルバージョンで収録）
  - BOY'S NIGHT OUT -Soundtracks From TAKE IT EASY-（1986年）（ロングバージョン(MODERN TIME Ⅱ)で収録）
  - beat goes on（1988年）（シングルバージョンで収録）
  - FAVORITE SOUNDS ...1988（1988年）（ロングバージョン(MODERN TIME Ⅱ)で収録）
  - PASSAGE:K2 SINGLE COLLECTION 1984-1996（1998年）（シングルバージョンで収録）
  - BEST BEST BEST 1984-1988（2005年）（シングルバージョンで収録）
  - Disco K2（初回限定版）（2007年）（ロングバージョン(MODERN TIME Ⅱ)で収録）
  - 傷だらけのダイヤモンド(2009年）（ライブバージョンで収録）

- 永遠のVELVET KISS
  - BOY'S NIGHT OUT -Soundtracks From TAKE IT EASY-（1986年）
  - B-SIDE+（2014年）